# Amplicincia pallida
Amplicincia pallida là một loài bướm đêm thuộc phân họ Arctiinae, họ Erebidae.